# Cynanchum hickenii
Cynanchum hickenii är en oleanderväxtart som beskrevs av Gustaf Oskar Andersson Malme. Cynanchum hickenii ingår i släktet Cynanchum och familjen oleanderväxter. Inga underarter finns listade i Catalogue of Life.